# Claudia Carlisky
Claudia Carlisky est une traductrice bilingue, peintre et poète, est née en 1954 à Buenos Aires, en Argentine. Elle y a vécu jusqu'à l'âge de 4 ans avant de passer son enfance en France, puis son adolescence en Argentine, marquée par une période de dictature. Depuis 1975, elle réside à Paris. Issue d'une famille d'artistes, elle a grandi entre l'Argentine et la France, où elle a vécu de 4 à 15 ans.

## Biographie

### Origine, enfance et découverte de l'art
Claudia Arlisky, Interprète, Poète, peintre, née en 1954 à Buenos Aires, en Argentine,, est la fille du sculpteur argentin Alberto Carlisky et de la plasticienne Mina Gondler. Elle passe sa petite enfance en Argentine avant de s’installer en France avec son père, attiré par l’effervescence artistique de Paris. Elle retourne ensuite en Argentine pour son adolescence, avant de s’établir définitivement en France en 1975, un an avant l’arrivée au pouvoir de J. R. Videla.
Initiée très tôt à l’art, elle découvre la danse auprès de M. Marini, la peinture avec M. Davila et le théâtre sous la direction de R. Villanueva et J.-G. Nordman. Son approche du travail corporel est profondément influencée par le danseur Tanaka Min.
Poète bilingue et mélomane, Claudia Carlisky a réalisé de nombreuses lectures publiques et récitals de poésie et de musique, explorant un répertoire classique. Elle s'est notamment produite à Paris et au Luxembourg avec le Trio Goodman, composé d'Igor Kiritchenko (violoncelle), Dimitri Khlebtsevitch (alto) et Craig Goodman (flûte).
Elle a publié plusieurs livres d’artiste en français : « Concerto pour un visage » (1992), « Les Mille miroirs se découragent » (1994), « Incantation. Lilas de tes blessures » (1994), « J’accuse » (2000)
Depuis 1978, elle publie ses poèmes dans des revues poétiques, tant en ligne que sur papier, telles que Poésie et Peinture, Resonancias Literarias, Le Manoir des Poètes, Les Carnets d’Eucharis, ainsi que dans l’Annuaire hispano-américain de poésie et Aerea, entre autres. Elle figure également dans plusieurs anthologies, dont la plus récente, Pas d’ici, pas d’ailleurs – Voix féminines contemporaines, parue chez Voix d’Encre en 2012.
À la demande de l’Union des Artistes plasticiens argentins, elle a conçu Concerto pour un visage, un recueil réalisé pour leur inauguration. Entre 1992 et 2001, elle a également créé des livres d’artistes présentés lors de ses expositions.
En 2010, son poème Le silence reviendra sur ses pas a été nommé au Concours Simone Landry, organisé à l’occasion de la Journée internationale des femmes, le 8 mars.

## Principales œuvres

### Traductions
- Pablo Poblète, Poèmes d'amour à une disparue